# Baha al-Din Naqshband Bukhari

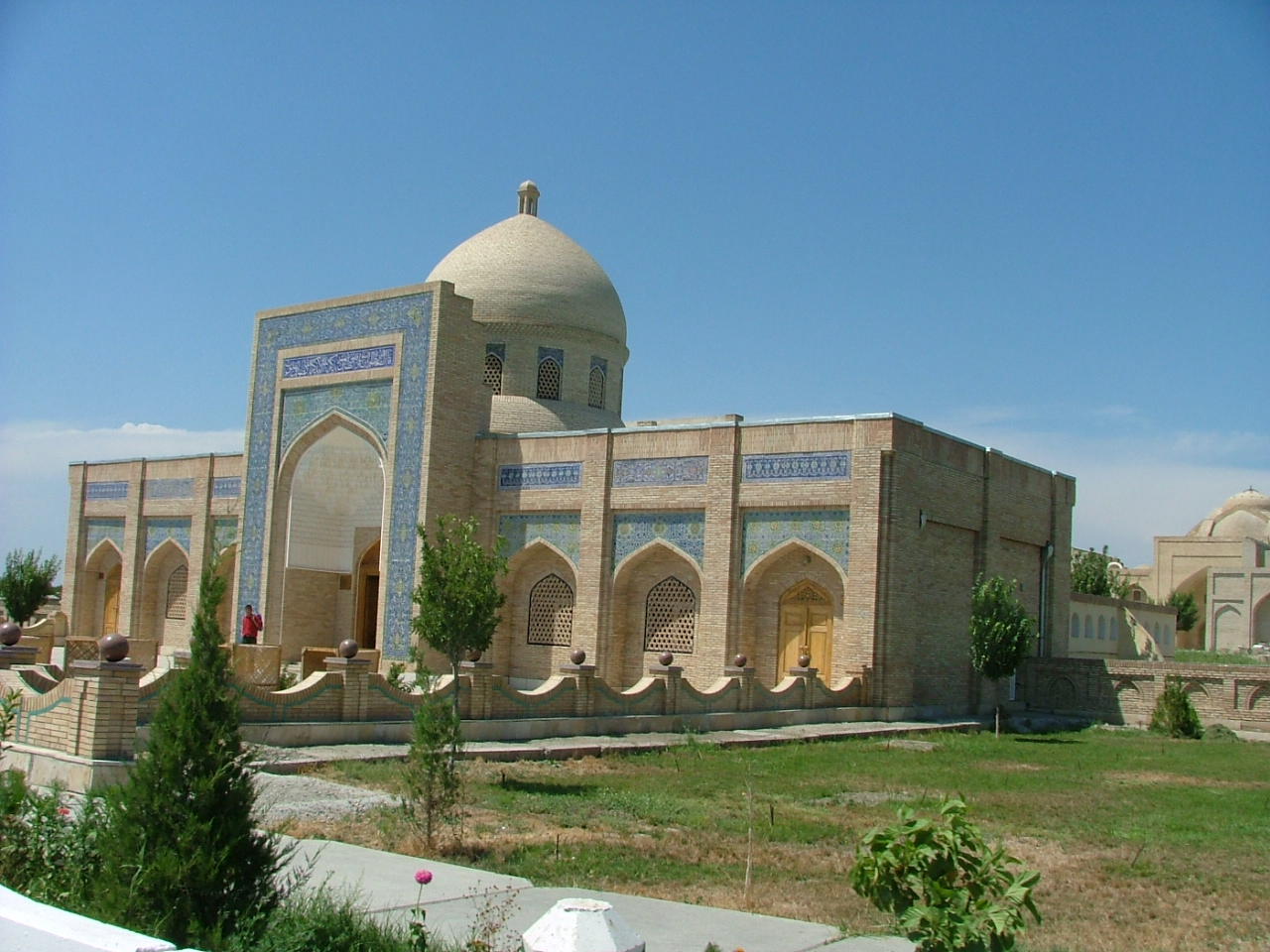
Mausoleo di Bahāʾ al-Dīn Naqshband Bukhārī presso Bukhāra (Uzbekistan)

Bahāʾ al-Dīn Naqshband Bukhārī (in persiano بهاءالدین محمد نقشبند بخاری‎; Qaṣr-i ʿĀrifān, 18 marzo 1318 – Qaṣr-i ʿĀrifān, 1389) è stato un mistico arabo centrasiatico.

## Biografia
Fondatore di una confraternita mistica islamica destinata a diventare una delle più importanti dell'intero mondo musulmano, l'Ordine sufi della Naqshbandiyya, Baha od-Din nacque il 14 muharram del 718 E. nel villaggio di Qaṣr-i ʿĀrifān (oggi chiamato Qaṣr-i Hinduvān), nei pressi di Bukhara, nell'attuale Uzbekistan. Qui morì a 71 anni di età.
Entrò prestissimo in contatto con gli ambienti mistici dei Khwājagān (lett. "I Maestri") e fu adottato spiritualmente come farzand (figlio spirituale) di Khwāja Muḥammad Sammāsī fin da quando era un infante e fu da lui affidato come murīd (discepolo) alle dirette cure di Khwāja Amīr Kulāl, suo successore.
La cronotassi dell'Ordine è la seguente:
1. Maometto
2. Abū Bakr
3. Salman al-Farisi
4. Qasim ibn Muhammad ibn Abi Bakr
5. Ja'far al-Sadiq
6. Bayazid Bistami
7. Abu al-Hasan al-Kharaqani
8. Abu Ali al-Farmadi
9. Yusuf Hamadani
10. Abu l-'Abbas al-Khadr
11. Abd al-Khaliq Ghijduwani
12. 'Arif Riwakri
13. Mahmud Faghnāwī
14. 'Ali Ramitani
15. Baba Sammāsī
16. Amīr Kulāll
17. Baha' al-din Naqshband Bukhari